# ژئومکانیک
ژئومکانیک (به انگلیسی: Geomechanics) به مطالعهٔ رفتار مکانیکی خاک و سنگ می‌پردازد. این علم به دو شاخهٔ کلی مکانیک خاک و مکانیک سنگ تقسیم می‌شود. کاربرد عملی آن در تونل‌سازی، سدسازی، حفاری، سازه‌های سنگی و مهندسی نفت می‌باشد.

## هم‌پوشانی با ژئوتکنیک
بسیاری از جنبه‌های ژئومکانیک با مهندسی ژئوتکنیک هم‌پوشانی دارد. چرا که مهندسی ژئوتکنیک به بررسی مهندسی رفتار مصالح زمین و مخاطرات محتمل در رابطه با احداث سازه‌ها می‌پردازد. ابزارهای علمی مورد استفاده در مهندسی ژئوتکنیک علوم پایه‌ای نظیر مکانیک خاک پیشرفته، مکانیک سنگ، دینامیک خاک و زمین‌شناسی مهندسی و علوم کاربردی مرتبط نظیر پی سازی، تونل سازی، سدسازی و بهسازی خاک است. درضمن، مباحثی چون لرزه‌شناسی، مکانیک محیط‌های پیوسته، مکانیک شکست و مکانیک محیط‌های غیر پیوسته در ژئومکانیک وارد شده‌است.